# Буди-Кумінські
Буди-Кумінські (пол. Budy Kumińskie) — село в Польщі, у гміні Якубув Мінського повіту Мазовецького воєводства.
Населення — 71 особа (2011).
У 1975-1998 роках село належало до Седлецького воєводства.

## Демографія
Демографічна структура станом на 31 березня 2011 року:
|          | Загалом | Допрацездатний вік | Працездатний вік | Постпрацездатний вік |
| -------- | ------- | ------------------ | ---------------- | -------------------- |
| Чоловіки | 36      | 5                  | 28               | 3                    |
| Жінки    | 35      | 7                  | 17               | 11                   |
| Разом    | 71      | 12                 | 45               | 14                   |